# 海滋客
海滋客（Long John Silver's），為國際連鎖速食餐廳，源起美國。以海鮮、炸魚塊為其強調的主要特色。原文店名係來自羅伯·路易斯·史蒂文生名著《金銀島》中的海盜「Long John Silver」。

## 概要

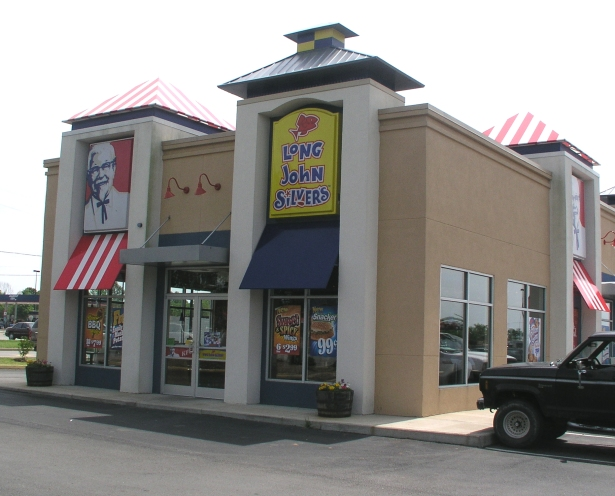
一間肯德基與海滋客的品牌結合餐廳

海滋客在全世界有超過1,200間分店，是美國百勝公司（Yum!）的子公司之一。百勝向約克歇爾全球餐廳（Yorkshire Global Restaurants）公司買下海滋客品牌，該公司原本因為破產而將品牌賣給了富利波士頓銀行。在美國，百勝公司試著將海滋客與旗下另一餐廳「艾德熊」結合；近幾年海滋客和艾德熊都以雙品牌的方式在相同或相近的地點開店。在2005年，百勝宣佈未來也會以海滋客和肯德基（KFC）的品牌結合形態展店。

## 歷史
海滋客的第一家餐廳在1969年開幕，位在美國肯塔基州的萊克星頓市（當時的店址是在靠近肯塔基大學附近的萊姆石街（Limestone St.），現在是一家麥當勞）。在1998年破產之前，海滋客都是一間私有公司。在納入傑瑞可公司（Jerrico, Inc）旗下後，海滋客成為連鎖餐廳。傑瑞可公司是來自萊克星頓市的家庭連鎖餐廳。當傑瑞可公司在1998年出售時，海滋客的規模已經遠遠超過傑瑞可的連鎖店。傑瑞客的大多數分店（46間）都被買主轉型為「Denny's」餐廳，部份則因為附近已經有Denny's餐廳而維持原本的名稱。這些維持原名的餐廳現在叫做「Jerry's J-Boy Restaurants」，在肯塔基州和印第安那州南部目前仍有分店營業中。大部分的海滋客餐廳在這波變動下沒有受到影響。
2006年12月1日海滋客（初期名為海客滋，於2007年年中改名為海滋客）開設了在臺灣的第一家分店，由怡和集團代理；該分店位在臺北市的南京東路三段218號，於2008年5月31日結束營業。
2008年4月18日海滋客開設了在臺灣的第二家分店（於4月16日開始試賣），由怡和集團代理；該分店位在臺北市的和平東路三段7號，於2009年12月21日結束營業。

## 爭議

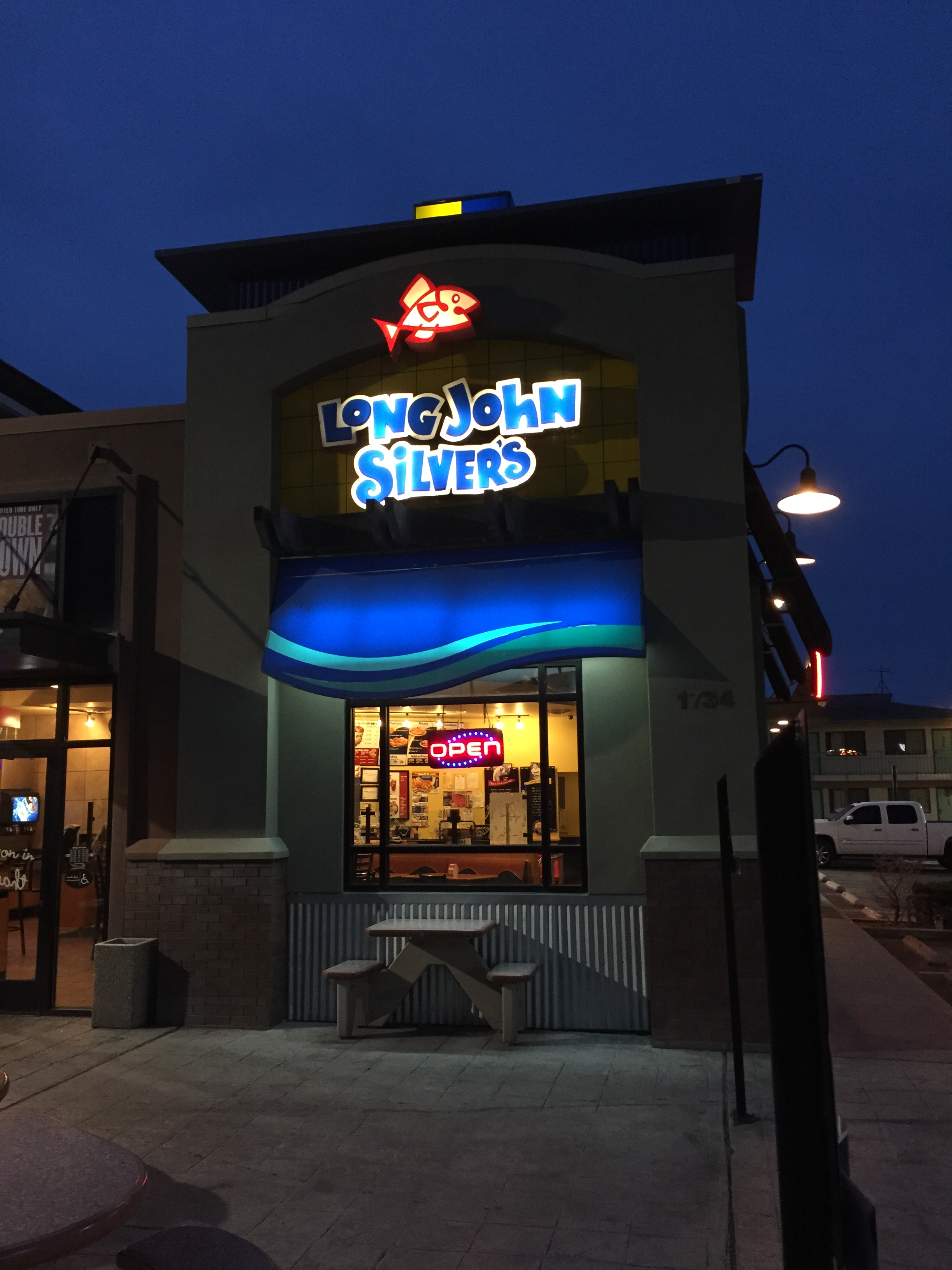
內華達分店

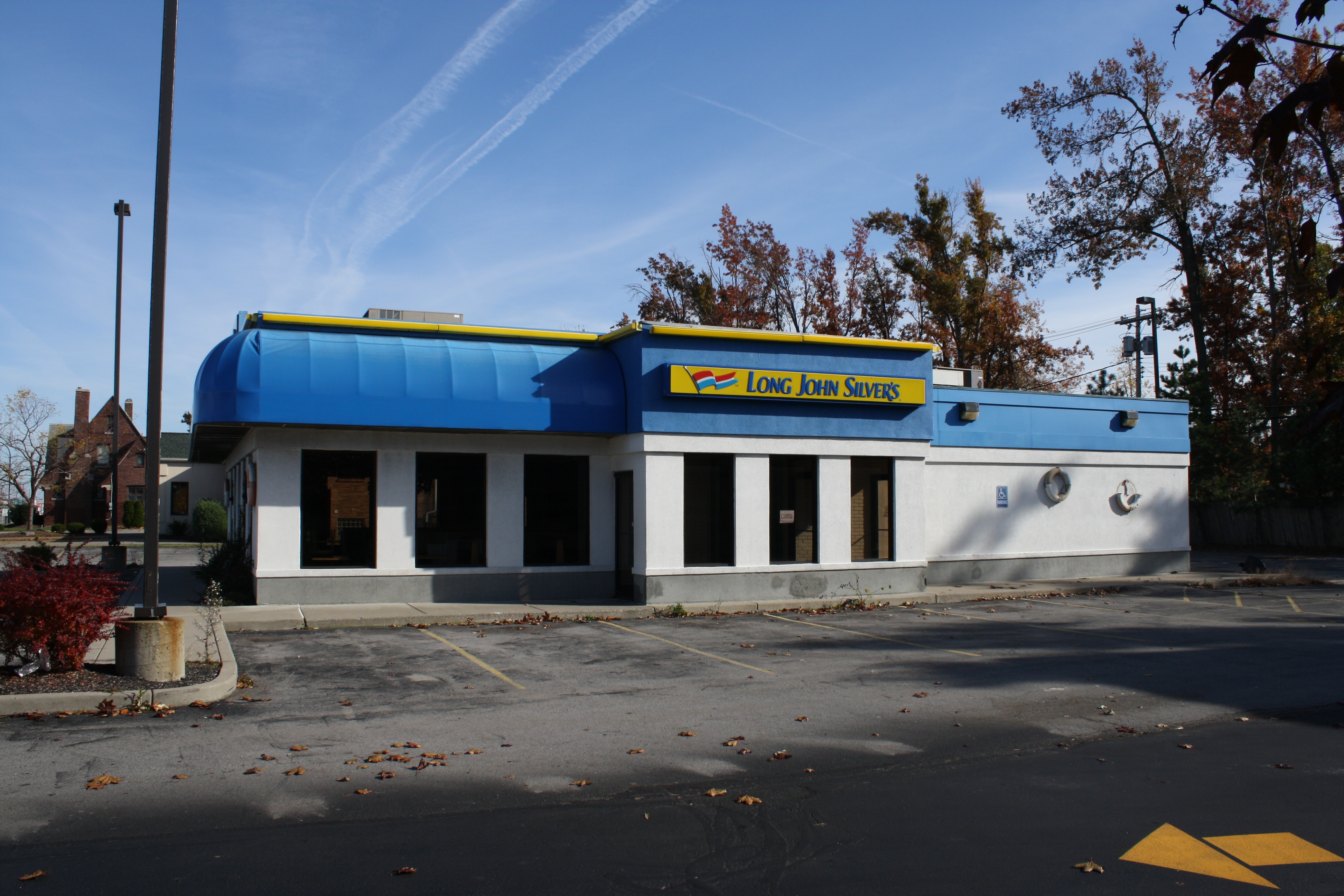
紐約使用老式招牌的分店

海滋客在1990年代因為一支電視廣告而引起了一些爭議，廣告內容敘述一名警察原本要對一位摩托車騎士開出罰單，但騎士給他一份海滋客的魚肉三明治後，警察便決定不對騎士開罰。許多警察單位對這則廣告提出抗議，認為這個廣告塑造警察會接受賄賂的形象。
在2006年3月，海滋客開始提供炸龍蝦餅，店內的標語宣稱「以真正的莫氏岩瓷龍蝦製成」（made with real langostino lobster）。許多人認為這個標語可能造成誤導，因為莫氏岩瓷蟹並不能算是一種龍蝦；然而美國食品藥品監督管理局（FDA）則認為莫氏岩瓷蟹可以算是龍蝦的一種。

## 資料來源
1. ↑  .   [2007-01-23]. （原始内容存档于2007-09-28）.

## 外部連結
- （英文）官方網站 （页面存档备份，存于）